# Grandidierina
Grandidierina — рід сцинкоподібних ящірок родини сцинкових (Scincidae). Представники цього роду є ендеміками Мадагаскару. Рід названий на честь французького натураліста Альфреда Грандідьє.

## Види
Рід Grandidierina нараховує 4 види:
- Grandidierina fierinensis (Grandidier, 1869)
- Grandidierina lineata Mocquard, 1901
- Grandidierina petiti Angel, 1924
- Grandidierina rubrocaudata (Grandidier, 1869)